# 安莊皇后
安莊皇后盧氏（？—？），徐州判司、南唐惠宗李志妻。
她事跡不詳，只知她嫁與南唐惠宗及生南唐慶宗李榮。昇元三年（939年），李昪即南唐皇帝位，尊封李志諡號孝安皇帝，廟號惠宗。而盧氏就被上諡號安莊皇后。